# Własność Baire’a
Własność Baire’a – własność zbioru wskazująca na pewnego rodzaju jego regularność: można go uważać za zbiór prawie otwarty. Nazwa nadana dla uhonorowania René-Louisa Baire’a.
Zbiór {\displaystyle A} przestrzeni topologicznej {\displaystyle X} ma własność Baire’a, jeżeli można go przedstawić w postaci różnicy symetrycznej {\displaystyle U\triangle M} zbioru otwartego {\displaystyle U} i mizernego {\displaystyle M;} równoważnie: różnica symetryczna {\displaystyle A\triangle U} zbioru {\displaystyle A} i zbioru otwartego {\displaystyle U} jest mizerna.

## Przykłady
- Każdy zbiór borelowski ma własność Baire’a.
- Każdy zbiór mizerny ma własność Baire’a.
- W przestrzeniach polskich każdy zbiór analityczny ma własność Baire’a.
- Zarówno zbiory Vitalego, jak i zbiory Bernsteina nie mają własności Baire’a.

## Własności
- W dowolnej przestrzeni topologicznej, zbiory o własności Baire’a tworzą σ-ciało podzbiorów tej przestrzeni. Jest to najmniejsze σ-ciało zawierające zarówno zbiory otwarte, jak i zbiory mizerne.
- Jeśli podzbiór {\displaystyle Z} przestrzeni polskiej {\displaystyle X} ma własność Baire’a, to odpowiednia gra Banacha-Mazura {\displaystyle \Game ^{\mathrm {BM} }(Z)} jest zdeterminowana.
- Polscy matematycy Jan Mycielski i Hugo Steinhaus wykazali, że aksjomat determinacji pociąga własność Baire’a wszystkich podzbiorów prostej[1].

## Mierzalność
Własność Baire jest najczęściej rozważana dla podzbiorów przestrzeni polskich czy wręcz podzbiorów prostej rzeczywistej. W tym kontekście jest ona często porównywana do mierzalności w sense Lebesgue’a. Matematycy pracujący w teorii mnogości, topologii, czy też teorii miary są często zainteresowani odkrywaniem podobieństw, jak i przeciwieństw między tymi własnościami.
- Twierdzenie Kuratowskiego-Ulama mówi, że[4]

jeśli {\displaystyle X,Y} są przestrzeniami polskimi i {\displaystyle A\subseteq X\times Y} jest zbiorem o własności Baire’a,
to {\displaystyle A} jest zbiorem mizernym wtedy i tylko wtedy, gdy zbiór
{\displaystyle {\big \{}x\in X:\{y\in Y:(x,y)\in A\}} nie jest mizerny w {\displaystyle Y{\big \}}}
jest mizerny w {\displaystyle X} (w istocie wystarczy założenie, że {\displaystyle X,Y} są Hausdorffa i {\displaystyle Y} ma przeliczalną π-bazę).
Powyższe twierdzenie jest uważane za topologiczny odpowiednik twierdzenia Fubiniego dla miary.
- Niech {\displaystyle X} będzie przestrzenią polską i {\displaystyle A\subseteq X.} Wówczas można znaleźć zbiór {\displaystyle B\subseteq X} mający własność Baire’a i taki, że

jeśli {\displaystyle C\subseteq B\setminus A} ma własność Baire’a, to {\displaystyle C} jest mizerny.
Ten wynik jest często podawany jako topologiczny odpowiednik miary zewnętrznej.
- W 1970, Robert M. Solovay udowodnił, że zakładając istnienie liczby nieosiągalnej, istnieje model teorii mnogości w którym wszystkie rzutowe podzbiory prostej są mierzalne w sensie Lebesgue’a i mają własność Baire’a[5].
- W 1984 Saharon Szelach wykazał, że[6]
  - model, w który wszystkie zbiory rzutowe mają własność Baire’a, może być otrzymany bez użycia liczb nieosiągalnych, ale
  - mierzalność zbiorów rzutowych implikuje, że {\displaystyle \omega _{1}} jest liczbą nieosiągalną w uniwersum zbiorów konstruowalnych (Kurta Gödla).

Ten wynik Shelaha był jednym z pierwszych istotnych przykładów asymetrii pomiędzy własnością Baire’a a mierzalnością w sensie Lebesgue’a.
- Randall Dougherty, Matthew Foreman[7] udowodnili, że jest możliwy paradoksalny rozkład kuli na kawałki które mają własność Baire’a. (Części rozkładu paradoksalnego muszą być niemierzalne).